# Saison 18 de L'amour est dans le pré
La dix-huitième saison de L'amour est dans le pré, est une émission de télévision française de téléréalité, diffusée chaque semaine sur M6 à partir du 21 août 2023. Elle est présentée par Karine Le Marchand.
Les portraits des 11 agriculteurs et 3 agricultrices participants à cette saison ont été diffusés les 30 janvier et 6 février 2023.

## Production et organisation

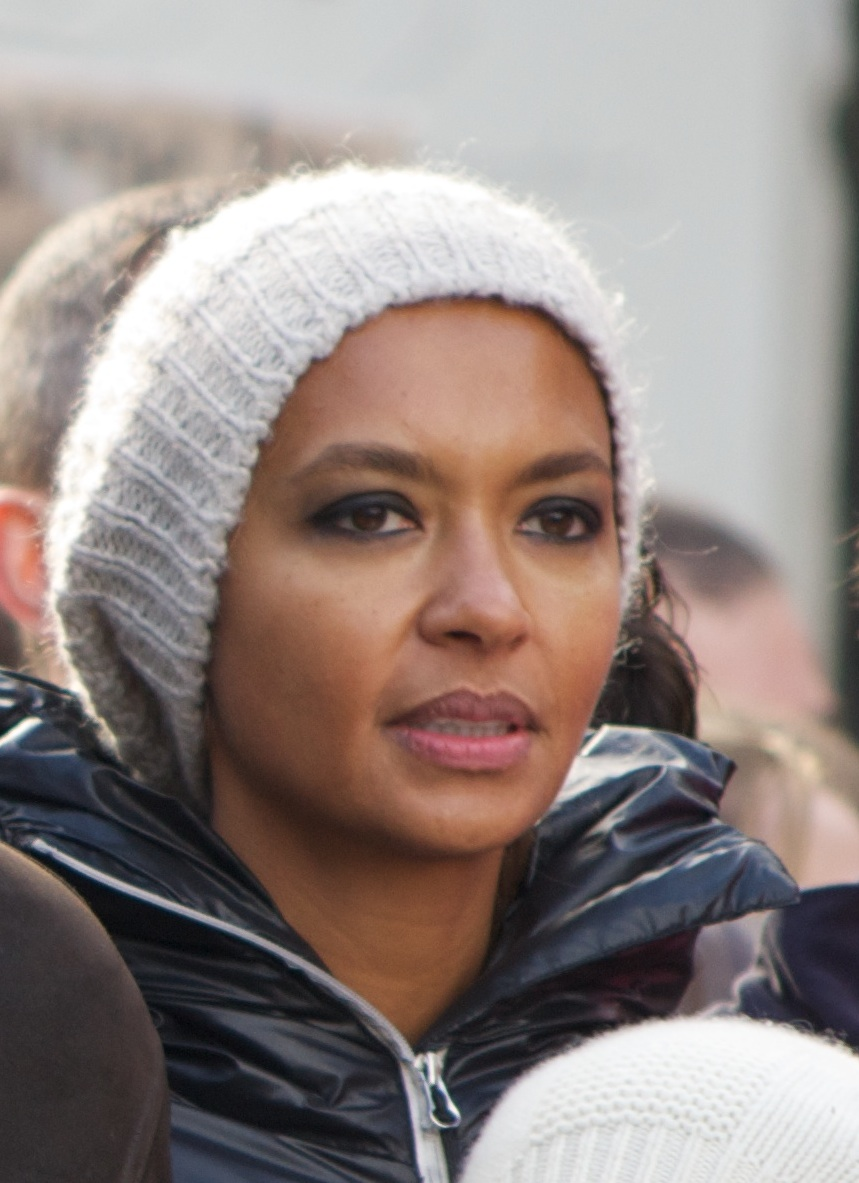
Karine Le Marchand présente l'émission.

Karine Le Marchand, présentatrice depuis la cinquième saison, l'est à nouveau pour cette édition. Elle possède aussi le rôle de voix off.
La société de production Fremantle produit une fois de plus cette saison.

## Participants
Ci-après, la liste des 14 participants de cette saison.
| Participants | Participants | Profession                           | Âge    | Localisation               | Intéressé par |
| ------------ | ------------ | ------------------------------------ | ------ | -------------------------- | ------------- |
| ♀            | Anaïs        | Éleveuse de chèvres et fromagère     | 35 ans | Nouvelle-Aquitaine         | Hommes        |
| ♂            | Charles      | Éleveur de vaches allaitantes        | 43 ans | Pays de la Loire           | Femmes        |
| ♂            | Clément      | Éleveur de vaches laitières          | 26 ans | Auvergne-Rhône-Alpes       | Femmes        |
| ♀            | Christine    | Éleveuse de chiens et de chats       | 61 ans | Nouvelle-Aquitaine         | Hommes        |
| ♂            | David        | Céréalier                            | 42 ans | Bourgogne-Franche-Comté    | Femmes        |
| ♂            | Jean-Paul    | Céréalier                            | 62 ans | Île-de-France              | Femmes        |
| ♂            | Joris        | Arboriculteur                        | 34 ans | Nouvelle-Aquitaine         | Femmes        |
| ♂            | Julien       | Éleveur de vaches laitières          | 42 ans | Bourgogne-Franche-Comté    | Hommes        |
| ♂            | Olivier      | Éleveur de moutons                   | 56 ans | Nouvelle-Aquitaine         | Femmes        |
| ♂            | Patrice      | Polyculture                          | 39 ans | Normandie                  | Femmes        |
| ♀            | Perrine      | Hélicicultrice bio                   | 26 ans | Bourgogne-Franche-Comté    | Hommes        |
| ♂            | Roméo        | Producteur de fourrage               | 46 ans | Auvergne-Rhône-Alpes       | Femmes        |
| ♂            | Stéphane     | Propriétaire d'une ferme pédagogique | 46 ans | Provence-Alpes-Côte d'Azur | Femmes        |

## Audiences et diffusion
En France, l'émission est diffusée les lundis : 30 janvier et 6 février 2023 pour les portraits,, et à partir du 21 août 2023 pour le reste de la saison. Un épisode dure environ 2 h 10 (publicités incluses), soit une diffusion de 21 h 5 à 23 h 15. Il est découpé en deux parties d'1 h et d'1 h 10, diffusées juste en suivant.
| Épisode et partie | Épisode et partie | Diffusion               | Diffusion     | Audience moyenne          | Audience moyenne                       | Classement des audiences | Réf.   |
| Épisode et partie | Épisode et partie | Jour                    | Horaire       | Nombre de téléspectateurs | Part de marché (sur les 4 ans et plus) | Classement des audiences | Réf.   |
| ----------------- | ----------------- | ----------------------- | ------------- | ------------------------- | -------------------------------------- | ------------------------ | ------ |
| 1                 | 1                 | Lundi 30 janvier 2023   | 21:10 - 22:00 | 3 390 000                 | 15,1 %                                 | 3e                       | [ 5 ]  |
| 1                 | 2                 | Lundi 30 janvier 2023   | 22:00 - 23:05 | 3 000 000                 | 16,4 %                                 | 3e                       | [ 5 ]  |
| 2                 | 1                 | Lundi 6 février 2023    | 21:10 - 21:55 | 3 390 000                 | 15,2 %                                 | 3e                       | [ 6 ]  |
| 2                 | 2                 | Lundi 6 février 2023    | 21:55 - 23:05 | 2 290 000                 | 16,4 %                                 | 3e                       | [ 6 ]  |
| 3                 | 1                 | Lundi 21 août 2023      | 21:10 - 22:00 | 3 120 000                 | 16,2 %                                 | 2e                       | [ 7 ]  |
| 3                 | 2                 | Lundi 21 août 2023      | 22:00 - 23:05 | 3 280 000                 | 20,6 %                                 | 2e                       | [ 7 ]  |
| 4                 | 1                 | Lundi 28 août 2023      | 21:10 - 22:00 | 3 560 000                 | 16,8 %                                 | 1er                      | [ 8 ]  |
| 4                 | 2                 | Lundi 28 août 2023      | 22:00 - 23:05 | 3 450 000                 | 16,2 %                                 | 1er                      | [ 8 ]  |
| 5                 | 1                 | Lundi 4 septembre 2023  | 21:10 - 22:00 | 3 890 000                 | 19,1 %                                 | 1er                      | [ 9 ]  |
| 5                 | 2                 | Lundi 4 septembre 2023  | 22:00 - 23:05 | 3 740 000                 | 22,1 %                                 | 1er                      | [ 9 ]  |
| 6                 | 1                 | Lundi 11 septembre 2023 | 21:10 - 22:00 | 3 490 000                 | 17,7 %                                 | 1er                      | [ 10 ] |
| 6                 | 2                 | Lundi 11 septembre 2023 | 22:00 - 23:05 | 3 400 000                 | 21,0 %                                 | 1er                      | [ 10 ] |
| 7                 | 1                 | Lundi 18 septembre 2023 | 21:10 - 22:00 | 3 680 000                 | 18,4 %                                 | 1er                      | [ 11 ] |
| 7                 | 2                 | Lundi 18 septembre 2023 | 22:00 - 23:05 | 3 450 000                 | 21,1%                                  | 1er                      | [ 11 ] |
| 8                 | 1                 | Lundi 25 septembre 2023 | 21:10 - 22:00 | 4 020 000                 | 18,8 %                                 | 1er                      | [ 12 ] |
| 8                 | 2                 | Lundi 25 septembre 2023 | 22:00 - 23:05 | 3 770 000                 | 21,1 %                                 | 1er                      | [ 12 ] |
| 9                 | 1                 | Lundi 2 octobre 2023    | 21:10 - 22:00 | 3 810 000                 | 18,3 %                                 | 1er                      | [ 13 ] |
| 9                 | 2                 | Lundi 2 octobre 2023    | 22:00 - 23:05 | 3 760 000                 | 21,0 %                                 | 1er                      | [ 13 ] |
| 10                | 1                 | Lundi 9 octobre 2023    | 21:10 - 22:00 | 3 960 000                 | 18,7 %                                 | 1er                      | [ 14 ] |
| 10                | 2                 | Lundi 9 octobre 2023    | 22:00 - 23:05 | 3 840 000                 | 21,8 %                                 | 1er                      | [ 14 ] |
| 11                | 1                 | Lundi 16 octobre 2023   | 21:10 - 22:00 | 4 200 000                 | 19,3 %                                 | 1er                      | [ 15 ] |
| 11                | 2                 | Lundi 16 octobre 2023   | 22:00 - 23:05 | 3 980 000                 | 22,6 %                                 | 1er                      | [ 15 ] |
| 12                | 1                 | Lundi 23 octobre 2023   | 21:10 - 22:00 | 3 820 000                 | 16,5 %                                 | 2e                       | [ 16 ] |
| 12                | 2                 | Lundi 23 octobre 2023   | 22:00 - 23:05 | 3 810 000                 | 20,5%                                  | 2e                       | [ 16 ] |

Légende :
- plus hauts scores d'audiences
- plus bas scores d'audiences